# 2011年香港區議會選舉
2011年香港區議會選舉是香港回歸後的第4屆香港區議會選舉，於2011年11月6日舉行。是次選舉重選香港十八區區議會共412個民選議席。當選的區議會議員任期為四年，由2012年1月1日至2015年12月31日。

## 背景
2007年區議會選舉建制派獲得勝利後，泛民主派的地區實力受到打擊。與此同時，歷經五區公投、政改一役，泛民主派的局勢分佈出現重大變化。
民主黨中主要以新界東為樁腳的改革派成員由於不滿民主黨支持政改方案，退黨另外成立新民主同盟。而民協、民主黨由於支持政改方案，被分為溫和一翼，數年間雖然致力挽回地區局勢，然而未能回復2003年之勇。
除此之外，社民連於2010及2011年的發展都對選情似乎有著不少影響。首先，社民連亦因為不滿政改方案，正式宣佈退出泛民協調機制，部份鴿派成員認為雖然政見不同，但不致於與泛民區選聯盟為敵，此舉令社民連內出現極大爭議，甚至引起倒閣、分裂等風波。部份鷹派成員另外成立「人民力量」，嘗試以較激進的行動表示對泛民區選聯盟及建制派的不滿；人民力量在今屆區選中計劃狙擊支持政改的民主黨及民協，使他們失去原有的地區議席。
另一方面，建制派陣營由於獲得大量議席，在現有的地區實力下，舉辦旅行、宴會等街坊服務，爭取市民支持，逐漸建立其組織力量。
而且，由於通過政改，民選區議員在2012年立法會選舉中將擁有對新增5個區議會功能界別議席（又稱「超級區議員」議席）中享有提名權及參選權，有較多政治明星參與區議會選舉，為出選新增超級區議員議席鋪路。

## 議席數目
| 地區     | 議席數目 | 議席數目 | 議席數目 | 總數 |
| 地區     | 民選     | 委任     | 當然     | 總數 |
| -------- | -------- | -------- | -------- | ---- |
| 中西區   | 15       | 4        | -        | 19   |
| 灣仔區   | 11       | 3        | -        | 14   |
| 東區     | 37       | 9        | -        | 46   |
| 南區     | 17       | 4        | -        | 21   |
| 油尖旺區 | 17       | 4        | -        | 21   |
| 深水埗區 | 21       | 5        | -        | 26   |
| 九龍城區 | 22       | 5        | -        | 27   |
| 黃大仙區 | 25       | 6        | -        | 31   |
| 觀塘區   | 35       | 8        | -        | 43   |
| 荃灣區   | 17       | 5        | 2        | 24   |
| 屯門區   | 29       | 7        | 1        | 37   |
| 元朗區   | 31       | 7        | 6        | 44   |
| 北區     | 17       | 5        | 4        | 26   |
| 大埔區   | 19       | 5        | 2        | 26   |
| 西貢區   | 24       | 5        | 2        | 31   |
| 沙田區   | 36       | 9        | 1        | 46   |
| 葵青區   | 29       | 7        | 1        | 37   |
| 離島區   | 10       | 4        | 8        | 22   |
| 總數     | 412      | 102      | 27       | 541  |

| - 分界圖索引（页面存档备份，存于） - 中西區（页面存档备份，存于） - 灣仔區（页面存档备份，存于） - 東區（页面存档备份，存于） - 南區（圖一）（页面存档备份，存于） - 南區（圖二）（页面存档备份，存于） - 油尖旺區（页面存档备份，存于） - 深水埗區（页面存档备份，存于） - 九龍城區（页面存档备份，存于） - 黃大仙區（页面存档备份，存于） - 觀塘區（页面存档备份，存于） | - 荃灣區（页面存档备份，存于） - 屯門區 - 元朗區（页面存档备份，存于） - 北區（圖一）（页面存档备份，存于） - 北區（圖二）（页面存档备份，存于） - 大埔區（圖一）（页面存档备份，存于） - 大埔區（圖二）（页面存档备份，存于） - 西貢區（圖一）（页面存档备份，存于） - 西貢區（圖二）（页面存档备份，存于） - 沙田區（页面存档备份，存于） - 葵青區（页面存档备份，存于） - 離島區（页面存档备份，存于） |

## 各政黨形勢

### 建制派
- 民主建港協進聯盟：在上次2007年香港區議會選舉，民建聯成了大贏家，得到了全港超過四份之一的區議會議席，在多個區議會中該黨具有影響力，包括東區、油尖旺、黃大仙、觀塘、西貢、大埔、北區及屯門。對比其他政黨，議席較多的民建聯得到較豐厚的地區資源，有利在地區建立支部辦事處及地區關係網絡。今屆憑著上屆優勢，加上民主派陣營自相殘殺，分薄了民主派的票源，所以民建聯今屆主動出撃，動員近二百成員參選，期望在議席的數目上再創高峰。
- 自由黨：上屆2007年區選失利的自由黨，主要落選原因在於參選前半年才著重地區工作，今屆檢討過後，派出的參選者大多已有數年地區工作經驗。今屆除了觀塘區及離島區外，其他十六區自由黨皆派員出選。另外該黨亦吸收了田北俊及周梁淑怡在2008年香港立法會選舉地區直選落敗的教訓後，今屆該黨沒有派出高知名度成員參與角逐超級區議員席位。今次區選自由黨較矚目的有劉啟傑與涂謹申共爭油尖旺新選區奧運選區議席；陳浩濂挑戰陳淑莊，試圖重奪失落了的中西區山頂選區議席。[7]
- 香港工會聯合會：工聯會前立法會議員陳婉嫻，當初雖表示享受退休生活，但在黨友勸說下，改為表示有意參與區選。由此可見，政改以後，吸引了個別政治明星，希望透過參選區議會議席，爭奪新增超級區議員席位。另外，工聯會一改以往只與民建聯聯合提名的做法，派出一些打正工聯會旗號的候選人，以圖取得更多議席，擴大在區議會的影響力並為來年立法會選舉做好準備。
- 新民黨：新民黨自2011年1月9日正式成立後，銳意成為在政策上有影響力的政黨之一，在各個領域的議題如外傭居港權爭議、香港立法會遞補機制爭議、置安心資助房屋計劃及2012年香港特別行政區行政長官選舉等，成員皆主動向特區政府及電子傳媒表達該黨的建議及想法。今屆區選新民黨重視香港島及新界西兩個大區域，參選的12名成員當中有9名在這兩個區域中出戰，在香港島方面，洪啟騰及謝子祺在東區挑戰兩名民主黨區議員，意圖令整個太古城成為新民黨在香港島的據點。另一方面，黃楚峰在灣仔大坑的議席受到三名不同背景的候選人挑戰；至於新界西方面，新民黨副主席田北辰空降荃灣愉景選區，挑戰該區區議員王銳德。[8]

### 泛民主派
- 民主黨：因反對五區公投並支持2012年香港政治制度改革而受到人民力量的狙擊，民主黨在今屆區選相較於上屆更加險峻。由於民主黨在2007年區選議席比起前屆2003年為少，地區資源分配及接觸點亦相對較少，今屆該黨共派出132人參選，當中46人爭取連任，全港十八區該黨皆有成員出戰，分配資源及地區宣傳成為民主黨一大難題。再加上該黨領導層如何俊仁和李永達等遭人民力量的狙擊所困擾，無暇兼顧，以致削弱對其他候選人的支援及進行有反擊性的選舉策略。[9]
- 公民黨：公民黨於五區公投後，被一些市民標籤為激進一翼，加上公民黨和社民連其中一點相同的，就是數年間專注於政治議題，似乎尚未著力於地區工作。個別成員如湯家驊希望透過參與區選，染指超級區議員議席，但黨內聲音表示保留。有個別前民主黨成員，在政改後加入公民黨，令該黨區議員數目增加[10]。但另一方面，公民黨被指責是2011年港珠澳大橋環境評估報告司法覆核案及外傭爭取居港權司法覆核案的「幕後黑手」，不利選情[11][12][13][14][15]。
- 人民力量：與社民連分道揚鑣的人民力量，則積極準備狙擊民主黨及民協。九龍西是人民力量立法會議員黃毓民的「發迹地」，5區補選時該區的投票率更是五區之冠，挾着上述優勢，人民力量在九龍西駐重兵「狙擊」民主黨和民協，發動「票債票償運動」。全港36名專責攻擊兩黨的「狙擊手」中，有16人出戰油尖旺、深水埗和九龍城。部份成員擬於麗閣、興田參選，兩區分別由民協馮檢基及民主黨的陳汶堅競逐連任[16]。亦有選民力量成員到民主黨準備參選的地區（如南區利東、華富、華貴）拍攝短片，批評個別民主黨成員的立場[17][18][19]
- 社會民主連線：社民連本身的區議員數目為泛民政黨中最少，只有6名。
- 民協：民協因受到人民力量追擊，今屆區選目標是保住現有的14個議席，該黨亦在黃大仙兩個議席皆受到工聯會的挑戰，而在屯門，三名上屆區議員則與民建聯代表較量，基於以上原因，民協為免議席日漸縮少，被外界評為「深水埗黨」，於是在九龍城主動出擊，動員四名成員爭取更多議席。[20]
- 街工：在2011年10月的一項調查中，各個政黨中街工的支持度得分是最高[21]。今屆區選該黨派出6人出選，其中5人在葵青，3人是上屆區議員，其中較矚目的是立法會議員梁耀忠在葵芳選區受到香港綠黨成員挑戰，其餘皆與民建聯代表爭奪議席。王竣達則在元朗晴景新選區參選，試圖擺脫街工勢力只侷限於葵青的形象。[22]
- 職工盟：從不涉足區議會選舉的職工盟今屆破格首次派出三位侯選人爭取議席，其中李卓人為了將會成立的工黨及「超級區議會」議席而漏夜趕科場，在元朗富恩選區出選，其對手為工聯會代表劉桂容，至於其餘二名成員，則分別在沙田廣康選區及元朗悅恩選區挑戰該區區議員。[23]

## 候選人提名
本次區議會選舉提名期由9月15日開始，至9月28日結束。本屆區議會選舉共收到935份提名表格，已獲確定的有效提名共915份，另外有9份提名撤回，而11份的提名則無效。在915名獲有效提名的候選人中，有76名候選人因所屬選區只有一名獲有效提名而自動當選。其餘839名候選人將會競逐其餘336個議席。
| - 中西區（页面存档备份，存于） - 灣仔區（页面存档备份，存于） - 東區（页面存档备份，存于） - 南區（页面存档备份，存于） - 油尖旺區（页面存档备份，存于） - 深水埗區（页面存档备份，存于） - 九龍城區（页面存档备份，存于） - 黃大仙區（页面存档备份，存于） - 觀塘區（页面存档备份，存于） | - 荃灣區（页面存档备份，存于） - 屯門區（页面存档备份，存于） - 元朗區（页面存档备份，存于） - 北區（页面存档备份，存于） - 大埔區（页面存档备份，存于） - 西貢區（页面存档备份，存于） - 沙田區（页面存档备份，存于） - 葵青區（页面存档备份，存于） - 離島區（页面存档备份，存于） |

## 各政黨選舉陣容

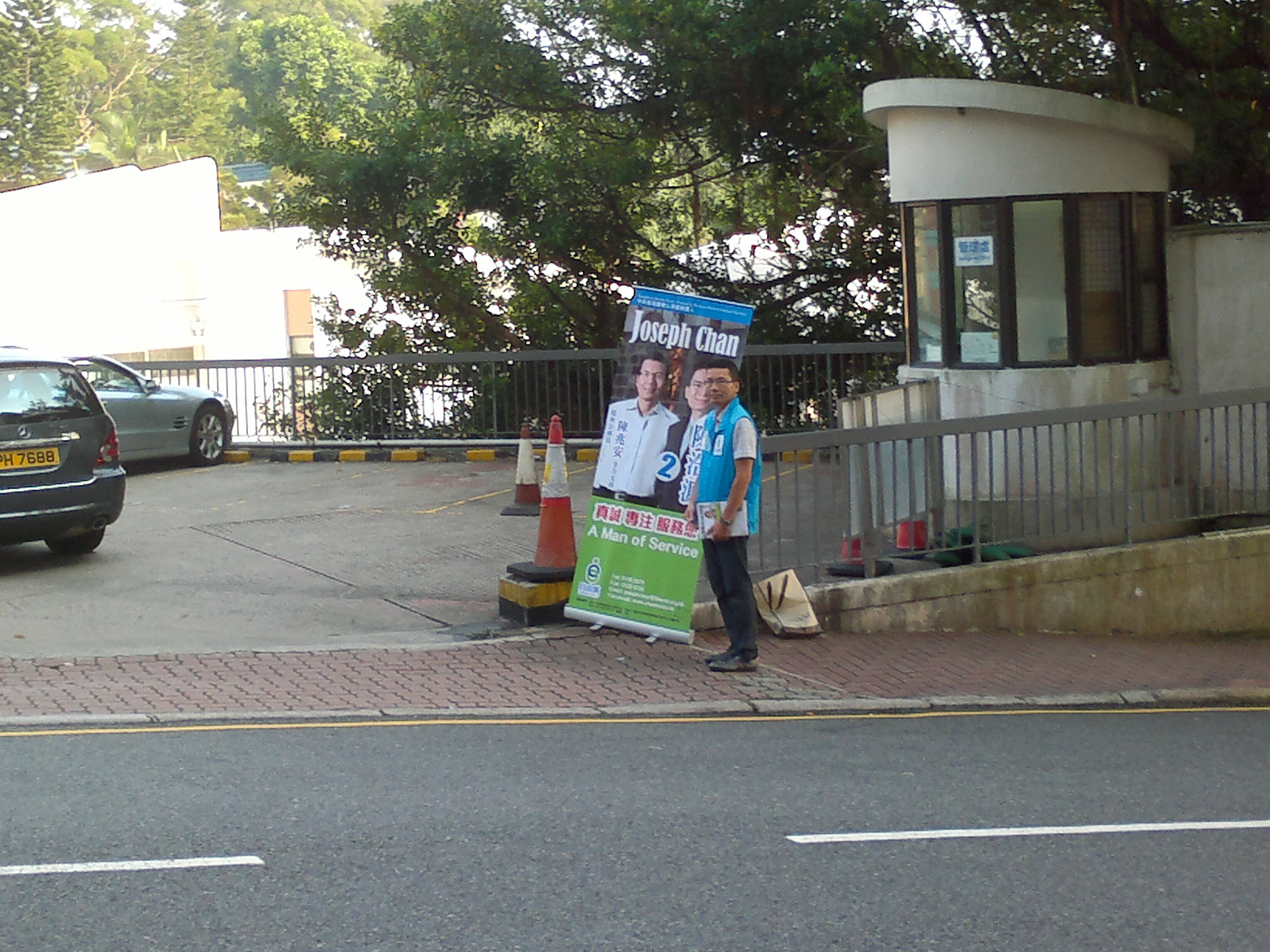
中西區山頂選區中自由黨候選人陳浩濂在街上宣傳，其對手為公民黨候選人陳淑莊。

### 建制派
- 工商專業聯盟：約50-60人[24][25]
  - 自由黨：24人，冀求連任區議員佔6人[26]
  - 經濟動力、專業會議：少於5人，1名為現任立法會議員兼任區議員。[27]
- 民建聯：182人，其中三名為現任立法會議員兼任區議員，一名為現任立法會議員。[28][29]
- 公民力量：21人
- 新民黨：12人[30]
- 工聯會：48人[31]
- 新世紀論壇：9人，除劉定安外，其他8人皆以獨立人士身份參選。
- 港九勞工社團聯會：3人[32]

### 泛民主派
- 泛民區選聯盟：約300人[33]
  - 民主黨：126人出選，冀求連任區議員佔45人，其中4名身兼立法會議員及區議員，2名為現任立法會議員。[34]
  - 公民黨：42人，其中11人為現任區議員，1位為現任區議員傳位，另有2位為現任立法會議員[35]
  - 民協：26人，1名身兼立法會議員及區議員。[36]
  - 街坊工友服務處：6人，其中1名身兼立法會議員及區議員。[37]
  - 香港職工會聯盟：3人，其中1名為現任立法會議員。[38]
- 社會民主連線：22人，其中1名為現任立法會議員
- 新民主同盟：10人，冀求連任區議員佔7人[26]
- 人民力量：64人，其中1名身兼立法會議員及區議員。[39]
  - 民主陣線
  - 前綫
  - 選民力量：11人[40]
  - 神州青年服務社
  - 香港親台團體
  - 普羅政治學苑
- 婦女參政網絡（页面存档备份，存于） : 1人[41]

## 特色

### 超級區議會議席之爭
基於政改方案通過，2012年立法會選舉新增五席區議會功能組別議席，各大政團均派出重量級人馬準備區選。
在大坑選區，民主黨副主席單仲楷挑戰新民黨葉劉淑儀愛徒黃楚峰；在黃埔東選區，在政改方案中活躍的民主黨黃碧雲亦積極落區，挑戰西九新動力的梁美芬，收復民主黨上屆在此區的失地；職工盟立法會議員李卓人及新民黨副主席田北辰則首次參加區選，分別空降元朗富恩選區及荃灣愉景選區；而曾有立法會「票后」之稱，工聯會的陳婉嫻於其根據地黃大仙龍上選區復出，務求取得超級區議會的入場券；
同時，民建聯坐擁區議會四分之一議席，部署出選超級區議會議席則顯得輕鬆。中西區區議會主席陳特楚於西環選區放棄參選，讓路予張國鈞；至於亦曾有立法會選舉「票王」之稱，但失意於2003年區選的劉江華，亦在沙田田心選區出戰，有消息指該區區議員潘國山讓路予劉江華，令劉氏有機會成為行政會議、立法會及區選的「三料議員」。

### 八十後的世代之爭
從落區的人士可見，今屆準備參選的候選人有年輕化的趨勢。不少年紀只有20多歲的八十後，投身社區，挑戰上了年紀的在任議員。
社民連派出參戰的候選人，大部份是二十出頭的年輕候選人，例如出選深水埗元州及蘇屋選區的鄧美晶、出選黃大仙鳳凰選區的黃軒瑋、出選油尖旺大角咀南選區的曾浚瑛，黃浩銘在沙田瀝源選區參選。在東區，鐘碩殷在筲箕灣選區挑戰多年未嘗敗陣的勞鍱珍；何殷榮在老將曾健成根據地鄰接的興民選區出戰。社民連港島支部主席黎沛生則在興東選區與四雄會戰。
至於民主黨，名單中亦有接近一半為40歲以下的青年，當中如支聯會常委李耀基於觀塘秀茂坪南選區挑戰民建聯的麥富寧、區諾軒與羅健熙在南區分別於利東一及利東二兩選區挑戰資深區議員。另外，上屆全港最年輕區議員趙家賢及新界區最年輕區議員鄺俊宇亦分別在東區太古城西選區和元朗北朗選區希望蟬聯議席。
建制派亦派出年輕候選人參選，例子有黃可欣及林琳，今屆民建聯銳意開拓黃大仙彩雲三區（彩雲東、彩雲南及彩雲西選區），派出蔡子健、張思晉及譚美普，對撼民主黨的黃國桐、沈運華及徐百弟。
另外其他政黨及團體亦有派八十後的成員出戰，例如新民黨的謝子祺及施俊輝、香港工會聯合會的劉桂容、土地正義聯盟的王浩賢、自由黨的歐銘絲等。當中亦有不少為捲土重來之輩，如民建聯的蕭嘉怡及民協的蕭亮聲。

### 人民力量的狙擊及「票債票償」運動
自政改方案通過後，人民力量擬派部分候選人追擊民主黨及民協一些重量級人士，其口號為「燒鴿（民主黨）、拔筍（民協）及滅鼠（梁美芬）」，圖以選票制裁民主黨、民協及雙料議員梁美芬。
在民主黨方面，陳偉業跳區對撼屯門樂翠選區的何俊仁；李永達在葵青荔華選區受到陳志全挑戰；而人民力量主席劉嘉鴻在灣仔大坑選區阻遏單仲偕，歐陽英傑則與黃碧雲及梁美芬在九龍城黃埔東選區混戰。
至於民協，當馮檢基於李鄭屋舉辦活動時，希望收復因前民協成員官世亮貪污罪而喪失的李鄭屋選區議席，錢偉洛亦在旁邊以大聲公謾罵他，並多番聲言要在此區令他「票債票償」。在民協根據地深水埗，人民力量在區內七個選區直接與民協較量。
但最終，人民力量所派候選人除麥業成外全數落敗，包括主席劉嘉鴻、立法會議員陳偉業、錢偉洛、歐陽英傑、任亮憲、李偉儀、陳志全、趙植東、符偉樂等人。而且有16人因得票少於5%遭沒收保証金。執行委員黃毓民宣佈「票債票償」運動失敗。

### 協調失衡
在以往單議席單票制的區議會選舉中，泛民和建制派兩大陣營一般都會先行各自協調才派員出選，所以在大多選區都會出現一名泛民候選人與一名建制派候選人對陣的情況。今屆區選兩大陣營各自有撞區互撼的情況出現，同一陣營不同黨派派出超過一名代表出戰同一個選區，做成「民主打民主，建制鬥建制」的現象發生。
泛民方面，人民力量及社民連不比照去屆選舉，拒絕參與泛民的區議會選舉協調機制，結果在同一選區出現社民連、民主黨與人民力量各自交鋒的現象。以觀塘為例，民主黨在油塘東、油麗及雙彩選區與社民連狹路相逢；在翠翔選區，社民連與人民力量各派代表出戰；至於人民力量成員則在興田選區火併民主黨代表。
建制派方面，各黨雖有協商，但亦難以避免有撞區的情況出現，至少有五個選區各自派出代表出戰，包括荃灣麗興、北區石湖墟、沙田愉城、觀塘翠翔及元朗頌柏。部份候選人同時代表的民建聯和工聯會，於西貢尚德選區就出現了民建聯和工聯會均各自派候選人出戰。

### 委任議員轉戰直選
特區政府把今屆委任議員人數削減三份之一，由前102人減至68人，意味至少有34名前屆委任議員不再被獲委任，政府在輿論壓力下，有意在來屆區議會中實施「六六原則」，五名前屆委任議員，意圖以直選途徑成為今屆區議員，深水埗區陳鏡秋、黃達東及羅錦有、觀塘區陳振彬及西貢區方國珊早在年前積極加強地區工作，為競選作好準備。

### 隱形建制派/聲稱「獨立人士」
今屆報稱「獨立」、「無黨派」或沒有填寫政治聯繫的候選人多達317名，佔總參選人數大約三份之一。其中有消息指出部份參選者與建制派關係密切，其任職機構、或其擁有之會籍、或所參與之活動及服務，與政黨團體有著千絲萬縷的關係；亦有部份「獨立」參選者得到政治團體的推薦信及點名支持。由於這批隱形建制派的候選人打著近似民主派「重民生」的旗號，區選策略亦有所雷同，吸納不支持建制派及民主派的中間派選票，這批「獨立」候選人與建制派兩面夾擊，為民主派在區選上增添沉重無形的壓力。

## 選舉論壇
所有論壇除了經大氣電波，於電視或電台廣播外，亦會於所屬媒體的官方網站直播及提供重溫。

### 香港電台（電視）
香港電台《2011年區議會選舉－競選論壇》在19:00-19:30於亞洲電視本港台播出，主持為謝志峰。
| 選區             | 日期     | 備註          |
| ---------------- | -------- | ------------- |
| 屯門樂翠         | 10月31日 | 3號沈錦添缺席 |
| 灣仔樂活         | 10月31日 |               |
| 西貢環保         | 11月1日  |               |
| 沙田馬鞍山市中心 | 11月1日  |               |
| 南區海怡西       | 11月2日  |               |
| 黃大仙新蒲崗     | 11月3日  | 1號李達仁缺席 |
| 荃灣愉景         | 11月3日  |               |
| 深水埗麗閣       | 11月4日  | 4號范國輝缺席 |
| 九龍城黃埔東     | 11月4日  | 1號梁美芬缺席 |

### now寬頻電視
now寬頻電視《區選論壇（页面存档备份，存于）》在20:00-20:30於Now財經台播出，20:30-21:00於Now新聞台重播。
| 選區       | 日期     | 主持           | 備註          |
| ---------- | -------- | -------------- | ------------- |
| 屯門樂翠   | 10月31日 | 黃凱迪、梁卓麒 | 3號沈錦添缺席 |
| 中西區山頂 | 10月31日 | 李 臻、黃雅文  |               |
| 葵青荔華   | 11月1日  | 黃凱迪、梁卓麒 |               |
| 荃灣愉景   | 11月1日  | 李 臻、戴祖而  | 1號王銳德缺席 |
| 灣仔大坑   | 11月2日  | 李 臻、戴祖而  |               |
| 深水埗麗閣 | 11月3日  | 賴舜明、陳國雄 | 4號范國輝缺席 |
| 灣仔樂活   | 11月3日  | 賴舜明、陳國雄 |               |
| 南區海怡西 | 11月4日  | 賴舜明、吳志賡 |               |

### 香港電台（電台）
香港電台《2011年區議會選舉論壇》在09:00-10:00於香港電台第一台播出，主持為葉冠霖。
| 選區                     | 日期     |
| ------------------------ | -------- |
| 黃大仙橫頭磡、屯門樂翠   | 10月31日 |
| 西貢環保、灣仔銅鑼灣     | 11月1日  |
| 北區粉嶺市、南區海怡西   | 11月2日  |
| 黃大仙新蒲崗、荃灣愉景   | 11月3日  |
| 深水埗麗閣、九龍城黃埔東 | 11月4日  |

## 投票日
本次選舉投票於11月6日舉行，全香港336個選區共452個一般投票站及25個專用投票站，於投票日開放予約290萬名列於2011年正式選民登記冊上的選民投票。一般投票站及設於警署的3個專用投票站，投票時間由7:30至22:30。基於保安理由，設於懲教院所內的22個專用投票站，投票時間為9:00至16:00。點票工作於投票結束後進行，並於翌日凌晨3:15順利完成約120.2萬張選票的點算工作。

## 投票率
1994年至2011年各屆區議會選舉的時段投票率：
| 年份 時間 | 1994  | 1999   | 2003   | 2007   | 2011   |
| --------- | ----- | ------ | ------ | ------ | ------ |
| 08:30     | 0.8%  | 0.85%  | 1.06%  | 1.08%  | 1.19%  |
| 09:30     | 2.3%  | 2.72%  | 3.3%   | 3.3%   | 3.59%  |
| 10:30     | 4.6%  | 5.43%  | 6.59%  | 6.26%  | 6.73%  |
| 11:30     | 7.1%  | 8.41%  | 10.12% | 9.5%   | 10.1%  |
| 12:30     | 9.4%  | 11.09% | 13.44% | 12.34% | 13.2%  |
| 13:30     | 11.4% | 13.41% | 16.27% | 14.83% | 15.85% |
| 14:30     | 13.5% | 15.79% | 19.38% | 17.48% | 18.73% |
| 15:30     | 15.5% | 18.01% | 22.27% | 20.05% | 21.48% |
| 16:30     | 17.6% | 20.46% | 25.27% | 22.68% | 24.33% |
| 17:30     | 19.7% | 22.89% | 28.3%  | 25.30% | 27.08% |
| 18:30     | 21.9% | 25.5%  | 31.35% | 28.07% | 30.2%  |
| 19:30     | 24.1% | 27.9%  | 34.36% | 30.63% | 32.88% |
| 20:30     | 26.5% | 30.3%  | 37.33% | 33.19% | 35.57% |
| 21:30     | 29.5% | 32.98% | 40.68% | 35.97% | 38.54% |
| 22:30     | 33.1% | 35.82% | 44.1%  | 38.83% | 41.49% |

當中10:30及之前的時段的投票率均創歷史新高，而整體投票率則僅次於2003年香港區議會選舉。

## 選舉結果
| 政黨             | 政黨             | 政黨         | 票數      | %     | ±     | 參選 | 當選 | ±   |
| ---------------- | ---------------- | ------------ | --------- | ----- | ----- | ---- | ---- | --- |
|                  |                  | 民建聯       | 282,119   | 23.89 | -1.84 | 182  | 136  | +17 |
|                  | 工聯會           | 36,646       | 3.1       | +2.73 | 20    | 11   | +7   |     |
|                  | 公民力量         | 35,221       | 2.98      | +0.27 | 20    | 15   | -3   |     |
|                  | 自由黨           | 23,408       | 1.98      | -2.41 | 24    | 9    | +3   |     |
|                  | 新民黨           | 15,568       | 1.32      |       | 12    | 4    | +3   |     |
|                  | 勞聯             | 1,859        | 0.16      | +0.04 | 2     | 1    |      |     |
|                  | 經濟動力         | 2,404        | 0.2       |       | 3     | 1    | +1   |     |
|                  | 新界社團聯會     | 2,187        | 0.19      |       | 2     | 2    | +1   |     |
|                  | 獨立建制派       | 253,428      | 21.46     |       | 171   | 120  | -5   |     |
| 建制派總計       | 建制派總計       | 建制派總計   | 652,840   | 55.29 | +1.64 | 436  | 299  | +24 |
|                  |                  | 民主黨       | 205,716   | 17.42 | +2.04 | 132  | 47   | -3  |
|                  | 公民黨           | 47,603       | 4.03      | -0.26 | 41    | 7    | -5   |     |
|                  | 民協             | 45,453       | 3.85      | -0.75 | 26    | 15   | -2   |     |
|                  | 新同盟           | 25,437       | 2.15      |       | 10    | 8    |      |     |
|                  | 街工             | 14,364       | 1.22      | +0.11 | 6     | 5    | +2   |     |
|                  | 職工盟           | 4,044        | 0.34      | +0.14 | 3     | 0    |      |     |
|                  | 民主動力         | 3,837        | 0.32      |       | 4     | 0    |      |     |
|                  | 獨立泛民主派     | 23,007       | 1.95      | -2.33 | 14    | 6    | -1   |     |
| 泛民區選聯盟總計 | 泛民區選聯盟總計 | 369,461      | 31.29     | -3.6  | 236   | 88   | -9   |     |
|                  | 人民力量         | 23,465       | 1.99      |       | 62    | 1    | -1   |     |
|                  | 社民連           | 21,833       | 1.85      | -0.66 | 28    | 0    | -4   |     |
|                  | 土地正義聯盟     | 3,025        | 0.26      |       | 4     | 0    |      |     |
|                  | 民間電台         | 1,718        | 0.15      |       | 2     | 0    |      |     |
|                  | 獨立非建制派     | 45,015       | 3.81      |       | 37    | 14   | -4   |     |
| 非建制派總計     | 非建制派總計     | 非建制派總計 | 464,512   | 39.34 | +0.18 | 369  | 103  | -18 |
| 獨立及其他       | 獨立及其他       | 獨立及其他   | 63,457    | 5.37  | -1.83 | 110  | 10   | +2  |
| 總計             | 總計             | 總計         | 1,180,809 | 100   |       | 915  | 412  | +7  |
| 投票率：41.49%   |                  |              |           |       |       |      |      |     |

- 建制派
  - 民主建港協進聯盟（民建聯）：182名參選人，奪得100席，連同自動當選36席，總數136席（其中24人兼代表工聯會，1人兼代表公民力量），較上屆增加19席，佔區議會民選議席三分一，當選率74.73%
  - 自由黨：23名參選人共得9席，當選率39.13%
  - 香港工會聯合會（工聯會）：官方公佈48名參選人共得29席（其中18人兼代表民建聯），當中5人自動當選，當選率60.41%。另外有8名民建聯參選人使用「民建聯/工聯會」名義參選，但不在工聯會公佈的參選名單內，得7席。
  - 公民力量：21名參選人共得17席（其中1人兼代表民建聯），當選率80.95%
  - 新民黨：12名參選人共得4席，當選率33.34%
  - 新世紀論壇（新論壇）：9名參選，8名參選人入選，當選率89.9%
  - 新界社團聯會（新社聯）：5名參選人共奪得3席，當選率60%
  - 港九勞工社團聯會（勞聯）：2名參選人共奪得1席，當選率50%
  - 經濟動力：3名參選人共奪得1席，當選率33.33%
- 泛民主派
  - 泛民區選聯盟：共82席
    - 民主黨：132名參選人共得47席，當選率35.61%
    - 香港民主民生協進會（民協）：26名參選人共得15席，當選率57.69%
    - 香港職工會聯盟（職工盟）：3名參選人全數落敗
    - 街坊工友服務處（街工）：6名參選人共得5席，當選率83.33%
    - 新民主同盟（新同盟）：10名參選人共得8席，當選率80%
    - 公民黨：41名參選人共得7席，當選率17.07%

  - 其他：
    - 社會民主連線（社民連）：28名參選人全數落敗
    - 土地正義聯盟：4名參選人全數落敗
    - 人民力量：62名參選者，僅得麥業成當選，當選率1.61%
- 其他
  - 無申報／獨立／無黨派：207名參選人共奪得101席，當選率48.79%
  - 17位擁有立法會議員身份的候選人：
    - 10人當選：包括何俊仁（民主黨）、涂謹申（民主黨）、甘乃威（民主黨）、李慧琼（民建聯）、黃容根（民建聯）、葉國謙（民建聯）、劉江華（民建聯/公民力量）、梁美芬（專業會議/西九新動力）、馮檢基（民協）及梁耀忠（街工）
    - 7人落敗：全屬泛民議員，包括湯家驊（公民黨）、陳淑莊（公民黨）、李永達（民主黨）、黃成智（民主黨）、李卓人（職工盟）、陳偉業（人民力量）及梁國雄（社民連/四五行動）

  - 5名上屆委任議員的候選人：
    - 4人當選：包括方國珊、陳鏡秋、陳振彬及黃達東
    - 1人落敗：羅錦有被對手秦寶山以近千票之差擊敗。

  - 八十後候選人：30歲以下的候選人有138人（佔915名候選人之15.08%），30歲以下的當選者有41人（佔412個議席之9.95%），當選率29.71%。

## 選後統計
- 投票人數：1,202,544
- 投票率：41.49%

### 自動當選
- 自動當選人數：76名（佔412個民選議席之18.93%），較上屆41名（佔405個民選議席之10.12%）為多。[60][61]
  - 同屬民建聯及工聯會：6名
  - 民建聯：29名
  - 工聯會：1名
  - 公民力量：3名
  - 自由黨：3名
  - 西九新動力：3名
  - 社區18：2名
  - 九龍社團聯會：2名
  - 新界社團聯會：1名
  - 新世紀論壇：1名
  - 民主黨：1名
  - 獨立人士：24名

### 選區
- 最高投票率地區：離島區議會（44.79%）
- 最低投票率地區：灣仔區議會（37.02%）
- 最高投票率選區：離島區議會坪洲及喜靈洲選區（T07）（64.30%）
- 最低投票率選區：沙田區議會田心選區（R16）（23.44%）
- 最多人投票選區：沙田區議會大圍選區（R18）（6,223票）
- 最少人投票選區：南區區議會海灣選區（D16）（1,279票）
- 最多自動當選議席地區：東區區議會（14席）
- 最少自動當選議席地區：中西區區議會及北區區議會（無自動當選議席）
- 競爭最激烈選區：西貢區議會尚德選區（Q22）及廣明選區（Q23）（各有6位候選人競逐）
- 最多直選議席地區：東區區議會（37席）
- 最少直選議席地區：離島區議會（10席）

### 候選人
- 得票最高的男性當選者（票王）：劉國勳（4,791票）
- 得票最高的女性當選者（票后）：陳婉嫻（3,456票）
- 得票最高的落選者：梁永雄（2,921票）
- 得票最低的當選者：余麗芬（858票）
- 得票最低的落選者：陳艷珠（16票）
- 得票率最高的當選者：梁耀忠（4,331票中得3,944票，得票率91.06%）
- 得票率最高的落選者：黃嘉錫（3,728票中得1,855票，得票率49.76%）
- 得票率最低的當選者：簡兆祺（5,471票中得1,883票，得票率34.42%）
- 得票率最低的落選者：陳艷珠（3,300票中得16票，得票率0.48%）
- 得票差距最小的當選者：梁偉權（得1,045票，以2票之差擊敗得1,043票的林健文）
- 候選人平均年齡[62]：44.6歲 [63]
- 當選者平均年齡[62]：46.3歲 [64]
- 最年長的當選者[62]：蘇炤成（71歲）
- 最年輕的當選者[62]：鍾錦麟（22歲）
- 最年長的落選者[62]：盧三勝（75歲）
- 最年輕的落選者[62]：劉冠亨、陳建璋（均為21歲）
- 連任最多屆的當選者：杜本文、蘇炤成、張永森（由1982年起成為區議員，直至現在共連任九屆區議員）
- 成功連任人數：318人（佔上屆405個民選議席之78.52%）
- 成功重返區議會人數：8人（涂謹申、陳婉嫻、譚香文、李洪波、區鎮樺、林咏然、劉江華、秦寶山）
- 得票少於5%而被沒收選舉按金人數：51人（佔839名非自動當選的候選人之6.08%，其中人民力量佔16人、社民連佔2人、自由黨佔1人）

### 政黨
- 最大政黨：民主建港協進聯盟 （136席）
- 最小政黨：人民力量、港九勞工社團聯會 （各1席）
- 當選率最高政黨：街坊工友服務處 （6人參選得5席，當選率83.33%）
- 當選率最高議政團體：新世紀論壇 （8人參選全勝，當選率100%）

## 選區焦點
香港政府特別挑選了8個獲傳媒關注的「焦點選區」（以下以粗體標示），於投票當日安排新聞主任在場協調傳媒採訪，包括中西區山頂及觀龍選區；深水埗區麗閣選區；九龍城區黃埔東選區；黃大仙區龍上選區；荃灣區愉景選區；屯門區樂翠選區及沙田區第一城選區。當中，除了民主黨主席何俊仁及民協馮檢基分別在樂翠及麗閣選區勝出外，其餘六席皆由建制派所得。

### 中西區
- 山頂選區（A04）

上屆尋求連任的自由黨區議員林文傑以一百多票之差敗給公民黨新人陳淑莊。為重奪山頂議席，自由黨今屆派出已於山頂服務兩年多的新人陳浩濂，挑戰已經成為立法會議員的公民黨陳淑莊。而此刻公民黨則因外傭居港權案及港珠澳大橋環評案激起民意反彈，飽受批抨。結果是陳浩濂以近65%的得票率、近700票之差擊敗爭取連任的陳淑莊，自由黨成功重奪這個中高產橋頭堡。
- 觀龍選區（A07）

曾在該區擔任議員逾10年的民建聯立法會議員葉國謙於上屆重奪議席，今屆即受到社民連立法會議員梁國雄「空降」挑戰，最後葉國謙以75%的得票率、1750票之差大勝對手連任。
- 西環選區（A08）

本區由1988年至選前，皆由陳特楚擔任。本屆他讓路予民建聯副主席張國鈞，而民主黨則派出於上兩屆敗走鄰區堅摩的莊榮輝挑戰。張國鈞是民建聯重點培育的第二梯隊成員，而莊榮輝則於西環區服務良久，故亦積存一定的知名度。最終張國鈞以24票之差險勝對手。
- 上環選區（A12）

本區在任議員為民主黨立法會議員甘乃威。選民力量本有意派出前港姐袁彌明出選狙擊這位雙料議員，但她在提名期前因私人理由棄選，改派牙科醫生嚴達明出選，同區還有獲建制派支持的陳賢豪出選。最終甘乃威以1450票成功連任，陳賢豪得910票，而嚴達明則只得270票。
- 東華選區（A13）

由1999年至選前，本區議席一直由民主黨主席何俊仁胞弟，同屬民主黨的何俊麒所得。上屆，他以1033比690擊敗民建聯的蕭嘉怡。今屆何俊麒尋求連任，而蕭嘉怡則捲土重來，再加上選民力量暨人民力量成員李肇昌出選狙擊。結果，蕭嘉怡在得票比上屆增長近一倍下，令已連任三屆的何俊麒（907票）下馬，而李肇昌則只得125票。

### 灣仔區
- 大坑選區（B05）

新民黨區議員黃楚峰遭到「空降」的民主黨副主席單仲偕、人民力量主席劉嘉鴻以及獨立人士沈四海的挑戰。單仲偕自從不連任葵青區議員以來，相隔八年再參選區議會，被指為參選立法會「超級區議員」議席而來。人民力量主席劉嘉鴻，主要是為了狙擊單仲偕而來。而最後黃楚峰以稍多於50%的得票成功連任，擊敗知名度遠比自己高的單仲偕。
- 樂活選區（B07）

尋求連任的社民連麥國風被曾經參加2010年立法會補選及聲言狙擊黃毓民、聲討暴力政治的資深傳媒人白韻琹的挑戰。白韻琴得到男友兼立法會議員謝偉俊、玄學家麥玲玲、藝人黃夏蕙等為她拉票。在香港電台的競選論壇中，麥國風強調自己的實績，而白韻琹只開岀當選後承諾，選舉結果白韻琹仍以500多票之差拋離麥國風當選。樂活選區的首任區議員及前灣仔區議會主席黃英琦，在她主持的電台節目中對此次結果感到驚訝。

### 東區
- 太古城西選區（C01）、太古城東選區（C02）

上屆民主黨的趙家賢於太古城西選區擊敗原任議員羅友聖，以22歲之齡成為當屆最年輕的民選區議員；而泛民人士曹漢光自1994年起連任太古城東區議員至今，今屆兩人均爭取連任。而新民黨分別派出在關注太古城外牆權益上不遺餘力的洪啟騰及謝子祺出戰西、東兩區，務求開拓當區的中產票源。最終趙家賢在得票比上屆增長超過一倍下成功連任太古城西選區，但曹漢光於東區被謝子祺拉下馬，令泛民主派在太古城區喪失了半壁堡壘。
- 翠灣選區（C08）、樂康選區（C34）

社民連兩位現任區議員古桂耀及曾健成(阿牛)，並於今屆尋求連任。最終兩人皆下馬，分別不敵民建聯的關瑞龍及獨立人士李進秋。連同其他成員落馬，社民連去今屆區選後「清袋」一席不保。
- 翡翠選區（C13）、興民選區（C33）

興民選區資深區議員、民建聯成員趙承基今屆轉戰翡翠選區挑戰該區議員，由民主黨轉投公民黨的黎志強；而興民選區的議席則由民建聯的劉慶揚與社民連何慇榮爭奪。最終劉慶揚於興民選區成功接棒，但趙承基則於翡翠區以1041票之差，大敗於黎志強，轉區挑戰失敗。
- 興東選區（C29）

由1999年至選前，本區議席一直由黃月梅擔任。上屆她於選前數月退出民主黨，但仍擊敗對手連任，今屆卻遇上獨立人士黃德成、許林慶及洪志傑，再加上社民連港島支部主席黎沛生的挑戰，形成五雄混戰。最後許林慶以約35%得票率贏得議席，而黃月梅不但連任失敗，得票更不及黃德成及黎沛生，只排第四。

### 南區
- 利東一選區（D04）、利東二選區（D05）

上屆民主黨的羅健熙於利東二選區以27票之差不敵 黃志毅，今屆兩人再度於同區出選。此外，民主黨亦派出現於香港中文大學任職助教的區諾軒出選利東一選區，挑戰在任議員張少強。同時，人民力量亦分別派出陳封華及盧中文狙擊區、羅兩人。結果區諾軒及羅健熙於兩區皆擊敗在任資深議員，成功搶灘，令利東邨於一夜間由紅染成綠。
- 海怡西選區（D07）

上屆民主黨的馮煒光擊敗原任議員贏得議席，今屆他尋求連任之路卻困難重重：除了受到選民力量主席林雨陽及前社民連成員季詩傑的狙擊，新民黨亦派出十優狀元施俊輝出選，形成「三泛民戰一建制」的局面。結果馮煒光只以12票之差險勝施俊輝成功連任；連同新入局的區諾軒及羅健熙，再加上成功連任的柴文瀚及徐遠華，民主黨於南區區議會的議席數目由上屆的3席增至今屆的5席。

### 油尖旺區
- 奧運選區（E08）、櫻桃選區（E09）、大角咀南選區（E10）、大角咀北選區（E11）、大南選區（E12）

由於海庭道的私人屋苑陸續落成，加上大角咀舊區重建，沿用廿多年的詩歌舞選區（2007年選區編號E11）被分拆到大角咀北選區及大南選區，而原屬櫻桃選區、大角咀南選區、大角咀北選區的西九龍公路以西地區則合成奧運選區。當中大角咀南、大角咀北及大南選區由建制派成員擔任議員，櫻桃及詩歌舞選區由泛民成員擔任議員，這種劃被指有利建制派。
因應有關情況，今屆涂謹申並沒有再戰富榮，反而轉戰這個新增選區，為新增的超級區議員議席爭取入場劵。（前兩屆於富榮選區擊敗民建聯鍾港武的民主黨立法會議員涂謹申，上屆放棄角逐連任，令鍾港武成功晉身油尖旺區區議會，更成為主席。）涂迎戰自由黨的劉啟傑及人民力量的朱景亮，結果涂謹申以僅過半的得票率成功重返議會，但由於林浩揚於櫻桃選區及陳文佑於大南選區連任失敗，涂成為了油尖旺區議會內唯一一位泛民議員。
另外大南選區（E12）除陳文佑外，社民連派出副主席吳文遠參選，建制派方面，除西九新動力莊永燦爭取連任外，勞聯亦派出譚金蓮參選，形成兩泛民對兩建制的局面，本區最終由莊永燦以1076票擊敗陳文佑的905票，其餘兩位參選人得四百多票。建制派幾乎「統一」油尖旺區。

### 深水埗區
- 石硤尾及南昌東選區（F04）、南山、大坑東及大坑西選區（F20）

在任石硤尾及南昌東選區議員為民協副主席譚國僑，南山、大坑東及大坑西區議席則由王桂雲所得，兩人皆為民協成員。本屆由於王桂雲退休，由譚國僑改為出選南山、大坑東及大坑西選區，迎戰上屆挑戰王桂雲失敗的韋海英及獲人民力量立法會議員陳偉業站台支持，有建制派背景的雷文鋒；而石硤尾及南昌東選區則由於上屆於油尖旺大角嘴南選區連任失敗的民協秘書長秦寶山接捧，迎戰人民力量的曾廷軒及由委任轉戰直選的羅錦有。最終，秦寶山贏得石硤尾及南昌東選區的議席，但南山、大坑東及大坑西區方面，譚國僑得2098票，韋海英得2291票，雷文鋒得259票，由韋海英勝出。
- 麗閣選區（F09）

民協前主席馮檢基在去屆只以85票險勝工聯會、民建聯成員范國輝，今屆除了范國輝繼續參選以外，亦加上以狙擊自己為目標的人民力量成員趙植東以及獨立人士鍾詠淵，並要面對支持政改方案的批抨。最後馮檢基在不被看好、在左右夾擊的情況下以稍多於50%的得票成功連任，並把與范國輝的差距擴大至逾五百票。馮檢基自己事後坦言，由於今次情勢嚴峻，激發不少支持者出來投票。
- 美孚南選區（F12）

2003年補選，王德全以九票之差從民建聯手上取走議席，及後該議席一直由王德全所得。王德全於03年區選把與楊耀忠的差距擴大至600票，但07年區選即只能以六票險勝民建聯的楊漢成。王德全在2010年尾由民主黨轉投公民黨，並於今屆公民黨名義出選，迎戰民建聯委任議員黃達東，以及獨立人士陳健浚。黃達東已於一年多前於美孚新邨設立議員辦事處，亦主打當區保育議題，而王德全則於最近數月帶領美孚居民發起「瞓街抗爭」行動，抗議發展商利用第八期對出的僅餘地積比率建屏風樓。最終，黃達東以79票之差擊敗王德全，為民建聯重奪失落8年的美孚南議席。連同沈少雄及張永森分別於中區及北區連任成功，令建制派成功攻陷美孚三區。
- 李鄭屋選區（F17）

疑受財困影響的該區議員官世亮於本年捲入貪污及詐騙的醜聞，不但於年初被民協以違反民協的議員守則，包括投放地區工作時間未達標、沒有上繳議員酬金等理由開除黨籍，更被控欺詐、偷竊及虧空公款。及後他沒有於本屆競選連任，政界傳言馮檢基有意轉戰李鄭屋選區，於是黃毓民特地到李鄭屋邨設立議員辦事處，並由錢偉洛(鹵味男)參選，以望狙擊馮檢基，提名期開始以後，民協臨危徵召青年運動悍將江貴生出選，希望保住李鄭屋選區，而委任議員陳鏡秋亦決定轉戰李鄭屋選區，最終陳鏡秋以約57%的得票率，1300票的差距成功當選，而錢偉洛只得600多票。

### 九龍城區
- 嘉道理選區（G07）

上屆民協蕭亮聲輸近200票不敵陳景煌，今屆兩人於同區再戰，同區還有人民力量曾偉軒出選。結果在人民力量狙擊下，蕭亮聲以49票之差險勝。
- 啟德選區（G11）

自2002年補選後，該議席一直由民協主席廖成利擔任。今屆他放棄角逐連任，改派上屆於馬坑涌選區挑戰失敗的楊振宇出選，而人民力量派出李漢森狙擊，工聯會及經濟動力亦分別派出張芬蘭及葉志偉出選。最終楊振宇以近50%得票率成功接棒，而張、葉兩人的得票率合計亦有45%得票。
- 黃埔東選區（G16）

梁美芬上屆以1,726票對1,242票擊敗在該區擔任議員8年的民主黨中常委陳家偉，今屆則迎期望收復黃埔東的民主黨黃碧雲。而人民力量亦派歐陽英傑到該區參選，挑戰梁美芬並狙擊民主黨候選人黃碧雲。選舉前，梁美芬於替補機制的立場及「選民亦應該受懲罰」的言論受爭議。其「獨立候選人」身份亦受黃碧雲質疑，指其助選團成員中有民建聯義工及背後有中聯辦、建制派支持。惟黃碧雲亦涉醜化、抹黑之嫌。最後，在黃碧雲及歐陽英傑夾擊之下，梁美芬出乎意料地以2,236票高票當選，擊敗得1,513票的黃碧雲和僅獲371票的歐陽英傑，得票比上屆選舉有所增加。

### 黃大仙區
- 龍上選區（H03）、東美選區（H09）

剛剛退出民建聯的工聯會副會長陳婉嫻得到民建聯原任區議員林文輝的讓路出戰龍上選區，林文輝則轉戰到東美選區。因陳婉嫻為工聯會的一級戰將，外界視陳婉嫻此次參選是為爭取立法會「超級區議員」議席舖路。同區參選的還有民主黨的新人林偉基，而人民力量的「維園阿哥」任亮憲亦以挑戰陳婉嫻為重要目標而參選，同時亦狙擊民主黨的候選人。最終陳婉嫻以約70%得票率的3,456票高票當選，再一次成為「票后」；而林文輝則於東美選區，以1607比1878，不敵原區區議員，民協的莫應帆，連任失敗。
- 龍星選區（H06）

前屆，譚香文憑藉七一效應，首度把蔡六乘拉下馬；及後譚香文加入公民黨，蔡六乘並於上屆以210票之差擊敗譚香文重返區議會。譚香文於2009年中退黨，並一直以鑽石山居民協會成員的身份服務當區居民，而於今屆以獨立人士身份再戰蔡六乘，同區還有獨立人士陳維新出選。結果譚香文以53票之差，第二度令蔡六乘下馬。
- 新蒲崗選區（H07）

李達仁於上屆自動當選，今屆競選連任，迎戰退休救護員的新民黨屈奇安及社民連梁日明。選舉當日，李達仁的助理被指疑似在票站外教唆區內長者投票給他，一度引起梁日明的不滿。最終李達仁以2877票成功連任，屈奇安只得1275票，而梁日明則得502票。
- 竹園北選區（H15）

上屆社民連主席兼有美國會計師牌的陶君行以2,800多票擊敗獨立人士梁安琪連任，選舉前，陶君行被Foxy文件踢爆收黎智英款項，卻反指黎發出的本票屬黃毓民而流失大量從事會計及金融業的選民支持，結果陶在今屆流失約40%選票下，在「老巢」不敵假獨立人士丁志威。連同港島的曾健成、古桂耀及麥國風落馬，社民連於今屆改選後毫無區議會議席進帳。
- 慈雲西選區（H16）

今屆本區的選戰幾乎是三年前補選的翻版，由落敗的民主黨的呂永基再戰民建聯的袁國強。最終袁國強雖然連任成功，但雙方的差距由補選時的838票，大幅縮減至94票。
- 彩雲東（H21）、彩雲南（H22）及彩雲西（H23）

選前，彩雲三區的議席皆由民主黨成員所得：彩雲東為黃國桐，彩雲南為陳利成，彩雲西則為徐百弟。而民建聯及工聯會近年亦積極開拓該三區，本屆分別派出蔡子健、張思晉及譚美普出戰東、南、西三區；而民主黨除陳利成讓路予沈運華出選外，黃國桐及徐百弟則競選連任；此外，彩雲東及西區分別有獨立人士駱偉泉及梁振華出選。結果，黃國桐藉成功連任彩雲東區，沈運華亦於南區接棒成功，但徐百弟於西區落馬，議席落在工聯會譚美普手上。

### 觀塘區
- 興田選區（J15）

興田選區是由康華苑，興田邨及德田邨的德敬樓，德禮樓及德瑞樓組成，上屆由於藍田地區八個議席減為七個，德田選區被切割，分散到幾個選區。民主黨的德田選區議員兼長期獨佔德田邨業主立案法團的主席陳汶堅轉戰興田選區，以274票之差擊敗民建聯的孫鴻華當選，四年以來，陳汶堅並無在興田邨做地區工作，反倒是以觀塘區議會主席陳振彬為首的五名委任議員成功在興田邨設立議員辦事處，人民力量看準陳汶堅這個弱點，亦揚言派員狙擊陳汶堅。民建聯的廣德選區議員柯創盛，由於選區亦包括德田邨的一部份，亦參與德田邨的事務，年初參與德田邨業主立案法團委員選舉，失敗而回。今屆陳汶堅競逐連任，孫鴻華退出民建聯，以獨立人士身份出戰。民建聯及工聯會於是派出新人余誠禧出選該區，而選民力量亦派出陳天贊落區狙擊陳汶堅，形成「二泛民對二建制」的格局。最終陳汶堅以1921票，擊敗分別只得1030、380及500票的余、陳、孫三人，成功連任，保住泛民唯一在藍田地區的議席。
- 油麗選區（J21）、翠翔選區（J22）

由於最近油塘區有新屋苑落成，故上屆的油塘中選區被分拆成油麗及翠翔兩個選區，油塘中選區議員黎樹濠於油麗選區以高票擊敗民主黨及社民連的對手成功連任。另一邊廂，建制派及泛民兩大陣營卻同時各有政黨於翠翔選區撞區出選；建制派有工聯會的劉礎慊及新民黨的退休警員廖潔明；而泛民區選聯盟除派出民主黨立法會議員李華明的助理謝淑珍出選外，人民力量及社民連亦罕有地撞區，分別派出梁頴超及李豐年參選。最終令謝淑珍以約半數的得票率當選。

### 荃灣區
- 福來選區（K05）

自2011年補選後，工聯會葛兆源以千票的差距打敗民主黨的梅綺玲，葛兆源本人競逐連任，而民主黨亦再次派出梅綺玲出戰，被視為福來選區補選的延長賽，選舉結果葛兆源得票成長至2,511票，而梅綺玲得票則減至869，葛兆源以1600票的差距勝出。
- 愉景選區（K06）

去屆，民主黨的王銳德自動當選，今屆新民黨有意派員參選，但由於原安排參選的人士辭職退黨，所以新民黨副主席田北辰決定親自空降挑戰，田北辰自2008年立法會選舉落敗後，致力於新界西的地區經營，傳聞有意於2012年立法會選舉參選新界西，所以此次參選被指是「試水溫」，最終田北辰以約200票之差險勝王銳德。
- 荃灣中心選區（K07）

去屆，再次參選的民建聯荃灣支部主席張浩明以46票之差成功打敗泛民的李洪波，今屆張浩明不尋求連任，由議員助理曾大出戰，李洪波以民主黨的名義再次參選，結果李洪波以40票之差險勝，重返議會。
- 麗興選區（K10）

由於本區議員陳偉業轉戰屯門，所以引來多方競逐，陳偉業支持人民力量的陳素玲，民建聯派出林琳，而自由黨派出歐銘絲。三位女將競逐的結果，林琳以稍多於50%的得票率、近900票的差距勝出，陳素玲得票過千，而自由黨的歐銘絲只有800多票，敬陪末坐。
- 梨木樹東選區（K14）、梨木樹西選區（K15）

去屆，陳琬琛與黃家華也高票連任，但今屆受到公民黨涉及外傭居港權案及港珠澳大橋環評案兩宗司法覆核官司的影響及被建制派強力挑戰，民建聯推出曾居住梨木樹邨的女新星呂迪明在梨木樹東挑戰陳琬琛。呂迪明的父親是民建聯呂學能，在葵青大白田選區挑戰民主黨議員徐生雄失敗，男友是民建聯北區欣盛選區議員劉國勳（高票當選，為本次選舉的「票王」，二人於選後成婚）。另一候選人則為聲稱獨立背景的梨木樹邨居民周慧兒，但她被傳與建制派關係密切。而工聯會亦在梨木樹西推出議員助理黃德智挑戰黃家華。選舉結果，陳琬琛與黃家華皆以超過七百票的差距順利連任。但相對過去幾屆區選，他們與建制派對手得票相差有較明顯的縮窄。
- 象石選區（K17）

民主黨蔡子民與民建聯的許昭暉多次在選舉上對陣，1994年時許勝，自1999年起由蔡勝，本來2007年許打算再次參選，但被勸退由陳振中出戰，選舉結果蔡子民只以100票左右的差距險勝。選舉後，許昭暉被政府委任為荃灣區議員，作為補償。許選擇把辦事處設在象山邨，在區內的宣傳品也是並列許、陳二人的名字，增加了陳的曝光率。在今屆選舉，蔡、陳二人參選，而人民力量則派出黃志順出戰，結果是蔡子民得1,581票，陳振中得1,768票，而黃志順得257票，結果蔡子民在人民力量分薄票源下連任失敗。而值得注意的是，與象石選區相連的石圍角選區(K16)，建制派的文裕明自動當選。並沒有被泛民主派或人民力量狙擊。

### 屯門區
- 友愛南選區（L05）

上屆民主黨的蔣月蘭僅以57票之差險勝民建聯的陳潔芳而成功連任，今屆蔣月蘭再度競選連任，而民建聯則改派新人曾憲康挑戰，同場還有人民力量暨選民力量的黎家朗出選狙擊。最終曾憲康以818票之差勝出，結束了蔣月蘭長達26年於友愛邨的服務時代。連同陳雲生於鄰區友愛北再度擊敗民主黨的林立成功連任，民建聯統一整個友愛邨。
- 恆福選區（L13）

2003年由於選區合併，民主黨的李桂芳成功連任，她於2004年退出民主黨，2007年民主黨派出朱順雅挑戰，結果李桂芳以100多票的差距成功連任。今屆隔壁三聖選區議員蘇炤成派出姜啟邦參選，主要焦點為恆福選區內的鄉村票，而李桂芳亦不甘示弱，派出助理翁世銘在三聖選區參選以阻止蘇炤成自動當選。而民主黨亦再推出朱順雅參選。由於選區重劃，恆福選區內有數座被視為民主黨票倉的樓宇劃到兆翠選區，於是朱順雅在候選人簡介中告急。結果在姜啟邦分薄鄉村票源下，朱順雅以300票的差距擊敗李桂芳當選。
- 樂翠選區（L19）

民主黨主席何俊仁被放棄荃灣區議會議席轉戰屯門的人民力量陳偉業狙擊，釀成世紀之戰。而另外自稱獨立的沈錦添亦在同區出選，選舉過程中沈錦添接受傳媒訪問時顯示他與張學明有一定程度上的關係（例如無綫電視的星期二檔案拍得沈錦添借張學明的議員辦事處存放選舉物品，而張的辦事處外貼滿沈的競選海報及工作報告，與沈個人的辦事處無異），而張學明在助選時亦揚言「所有鄉事票過給沈錦添」。選舉當日，何俊仁被不少人民力量的支持者騷擾。最後，何俊仁以稍多於50%的得票成功連任，沈錦添亦只落後約400票得近1500票，至於陳偉業只有300多票慘敗。
- 寶田選區（L24）

競逐連任的民建聯區議員陳秀雲受三位挑戰者，包括有鄉事背景的獨立候選人蘇嘉雯的強力挑戰。蘇嘉雯公開以宣傳品指責陳秀雲在屯門區議會出席會議的狀況不甚良好，而陳秀雲亦反擊指要「除三害」——掃除「三害」候選人：「懶惰虎」，不勤力的候選人；「隱形虎」，長期「失蹤」的候選人；「暴力虎」，只懂以暴力手段抗爭的候選人。11月2日，陳秀雲的議員助理曾被五、六人包圍，以粗言穢語辱罵及恐嚇，助理隨後到屯門警署報案。選舉當日陳秀雲得民建聯主席譚耀宗為其拉票，但被蘇嘉雯的助選團包圍，現場一度混亂，需由警方調停。選舉結果，陳秀雲在得票增長的情況下仍被蘇嘉雯以七百票的差距擊敗。

### 元朗區
- 南屏選區（M03）、北朗選區（M04）

南屏選區由民主黨的黃偉賢自1988年起連任至今，今屆再戰上屆的手下敗將，民建聯的邱嘉強；北朗區方面，上屆民主黨的鄺俊宇以24歲之齡，擊敗原任資深議員，民建聯的陳兆基，成為當屆新界區最年輕的民選區議員，今屆他競逐連任，迎戰民建聯的陳智偉。最終黃偉賢及鄺俊宇於兩區分別以約73%及65%的得票率成功連任，令民主黨能繼續於朗屏邨執政。
- 富恩選區（M17）

富恩選區原是無黨籍建制派人士張文輝的選區，但他於今年被控詐騙和偷竊並放棄連任（選後被判監15個月，根據區議會條例被褫奪議席，議席懸空直至新一屆區議會就職）。職工盟秘書長的李卓人決定空降到富恩選區參選（職工盟去屆與今屆也派人參與隔壁悅恩選區，李卓人亦有於天富苑內開設辦事處），而工聯會則派出有「工聯會小花」之稱、在天水圍有6年地區工作經驗的劉桂容出戰，劉桂容曾任元朗區議員陸頌雄、姚國威議員助理，亦是荃灣區議員葛兆源的女友。李卓人及劉桂容都是首次參選區議會，但劉桂容只有27歲，而且知名度遠不及其對手(由於天富苑「封邨」，不准候選人在屋苑範圍內競選宣傳，而李卓人本人已具有知名度，不用宣傳物品也廣為人知)。由於這次是工聯會、職工盟罕有的直接對決，兩大陣營空群而出助選（劉桂容得會長鄭耀棠、立法會議員王國興站台，李卓人亦有有意共組「工黨」的張超雄助選），並發生不少衝突，結果劉桂容以百多票之差險勝，選後工聯會會長鄭耀棠形容此次選戰為「氹仔可以浸死蛟龍」。
- 逸澤選區（M18）

候選人涉送迪士尼門券（页面存档备份，存于）
- 晴景選區（M21）

天晴邨第一期2008年入伙，而第二期亦於2010年入伙，為此新增晴景選區，建制派在協調後，工聯會派出鄧焯謙到天晴邨服務。今次選戰除鄧焯謙外，另外還有兩個對手，其中一人為街坊工友服務處的王竣達(梁耀忠於天晴邨內開設議員辦事處)。選舉結果鄧焯謙以四百票的差距擊敗王竣達。
- 新田選區（M08）、八鄉北選區（M12）、八鄉南選區（M14）

八鄉朱凱迪挑戰票王原居民 全無勝算不離三兄弟（页面存档备份，存于）、連結2（页面存档备份，存于）

### 北區
- 清河選區（N09）、御太選區（N10）

上屆御太選區，由民建聯藍偉良擊敗一直連任的民主黨周錦紹同香港公民協會的湯淇曉當選。今屆御太選區的清河邨被分拆成清河選區，藍偉良就轉戰清河選區競續連任，同區對手有民主黨的蘇展龍同獨立人士徐家傑。而御太選區則由已服務御太區六年的工聯會兼民建聯的新人曾勁聰參選，而民主黨亦派出新人曾尚智參選。最後藍偉良以2,625票的高票連任，蘇展龍只得315票，徐家傑亦只得535票。另外曾勁聰亦以808票之差擊敗曾尚智當選。
- 彩園選區（N11）

民建聯蘇西智及民主黨黃成智二人已多次在選舉中對陣。91年區議會選舉，當時分別屬自民聯及匯點的蘇西智與黃成智同在彩園選區參選。黃成智得1,539票與同黨的狄志遠雙雙當選彩園選區區議員，蘇西智只得967票。94年區議會選舉，所有選區都劃一為單議席選區，一個選區只產生一名區議員，二人得以直接較量。蘇西智得1,409票，連任至今。港同盟和匯點聯合推薦的黃成智只得1,286票，連任失敗。99年區議會選舉，民建聯蘇西智以的100票之差擊敗黃成智的妻子、民主黨黃靜嫺連任。黃成智自己則轉到天平東選區，擊敗另外兩名候選人，重返議會，2000年更獲選為新界東立法會議員。到了03年區議會選舉，黃成智憑著在北區服務多年所建立的名氣，加上七一效應及自己立法會議員的身份挑戰蘇西智，而天平東選區則由助理余智成角逐（並成功當選）。可惜黃成智仍是以100票之差落敗，2004年立法會選舉中更連任失敗，成為「雙失議員」。上屆選舉，黃成智改到石湖墟參選而且成功當選，2008年又重新當選立法會議員，重返區、立兩會。蘇西智則以300票之差戰勝民主黨洪銘倫，再次連任並當選北區區議會主席。今屆選舉，黃成智再度挑戰蘇西智，同區還有以阻止蘇西智自動當選及要民主黨為通過2012政改方案「票債票償」為目標的人民力量/前綫候選人區維綱。蘇西智憑著自己在區內多年的地區工作所積累的實力，以1100票之差大勝。黃成智今次挑戰慘敗，更被蘇西智批評其地區工作差劣。連同余智成落選，民主黨在北區只剩下一席，民建聯卻一舉奪得14席，控制北區區議會。
- 民建聯與鄉事派爭奪北區區議會控制權

區選倒數7天 鄉事派民建聯北區窩裏鬥（页面存档备份，存于）、鄉事七子跟民建聯劃清界線（页面存档备份，存于）
一向與民建聯關係和諧的鄉事派今屆在北區出現競爭。上水鄉事委員會主席兼北區當然議員、北區區議會副主席侯志強及沙頭角鄉委會主席兼北區當然議員李冠洪支持六名鄉事派候選人與民建聯或其所支持的候選人對撼。侯福達強調參選主要原因是不希望區議會再被政黨牽制，認為區議會應有更多鄉事聲音。但最終只有鳳翠選區現任區議員廖國華連任成功，其餘五區均告落敗。民建聯連同其他選區共得14席，比上屆多5席，鄉事派無阻民建聯取得北區區議會絕對控制權。
- 上水鄉郊選區（N08）

上水鄉郊區議員侯金林自94年區議會選舉起，連任至今。其中99年及03年的選舉之中，侯金林曾分兩次以約800票及1000票之差擊敗鄉事派的侯志強。今屆侯志強則支持上水鄉委會副主席侯福達參選。本區為選情最激烈的選區，侯金林僅以80多票險勝挾持不少鄉事票的侯福達連任，但得票比以往有所增長，並當選新一屆北區區議會副主席。
- 石湖墟選區（N12）

民建聯候選人王潤強上屆在本區挑戰民主黨的黃成智，輸約五百票。今屆選舉黃成智又回到彩園選區挑戰蘇西智，民主黨改派周錦紹出選。另外同區尚有得到侯志強支持的自由黨的侯榮光及人民力量/前綫的張淑雯參選。王潤強得1,564票當選，領先只得1,210票的周錦紹、506票的侯榮光、453票的張淑雯，其中與侯榮光的差距達1000票。
- 鳳翠選區（N14）

鳳翠選區議員兼上水鄉委會執委廖國華於2007年勝民建聯候選人廖超華當選。今屆廖超華以獨立身份參選，民建聯則改為支持另一位獨立候選人廖興洪。結果廖國華以1,540票連任，其他兩名候選人均只得900多票。
- 沙打選區（N15）

民建聯溫和輝從99年起便一直連任，除2003年自動當選外均大勝其他對手。這一次區議會選舉，沙頭角鄉委會執委曾玉安得侯志強支持挑戰溫和輝，但最終慘敗九百多票。
- 天平東選區（N16）

民建聯自03年選舉便派人參選天平東，但兩次均敗乃于民主黨候選人余智成。余智成於2008年立法會選舉前夕不滿黃成智未經同意擅自使用他的照片，認為民主黨沒有對他給予尊重，並因而退黨，但今次選舉就得鄉事派侯志強支持連任。民主黨則改派梁玉祥出選希望取回議席。上屆落敗的民建聯候選人柯倩儀亦再次參選。加上獨立候選人莫富華共四人參戰。柯倩儀終於以80票之微壓倒梁玉祥當選。余智成就以235票之差得1,006票連任失敗。
- 皇后山選區（N17）

皇后山區議員鄧根年自1988年區議會選舉便在此區參選，當中只有2003年因七一效應而以約100票之差敗選。2007年，當時粉嶺鄉委會主席李廣明便曾在本區參戰但落敗。今屆李廣明再度參戰，惜仍以300票之落敗，鄧根年繼續連任。

### 大埔區
- 大埔中選區（P02）

大埔中區議員為立法會議員鄭家富於2010年中政改表決時退出民主黨，今屆沒有尋求連任。民主黨於是派出於上屆在廣福及寶湖選區競選連任失敗，由前綫過檔的區鎮樺出選，迎戰獨立人士鄭美琳及自由黨暨新界社團聯會代表張志偉。最終區鎮樺以1271票，擊敗分別只得815及634票的鄭、張兩人，重返大埔區議會，令民主黨自新民主同盟成員退黨潮後，重奪大埔區議會議席。

### 西貢區
- 欣英選區（Q16）

民建聯的伍炳耀不再尋求連任，讓路予獲新界社團聯會支持的王文傑參選，迎戰新民主同盟的鍾錦麟及獨立人士張民傑。結果鍾錦麟493票之差擊敗王文傑，以22歲之齡成為今屆最年輕的民選區議員。
- 景林選區（Q18）

本區自1994年起至2007年皆由民主黨的林咏然擔任區議員，當中自回歸後，林咏然無一屆區選沒有與民建聯的祁麗媚對戰，更曾經被法團封殺。上屆祁麗媚以596票之差擊敗林咏然，首度晉身西貢區議會。今屆這兩位老對手第四度對戰，結果林咏然以406票之差報回上屆一敗之仇，重返闊別了一屆的西貢區議會。
- 尚德選區（Q22）

今這次本區罕有地出現民建聯與工聯會撞區的場面：工聯會候選人簡兆祺，挑戰在任的民建聯陸惠民。黃國健透露雙方曾在上屆區議會前有協議，71歲的區議員陸惠民，今屆讓位予在該區工作多年的簡兆祺，但最終陸惠民仍參選競逐連任，而雙方亦互不退讓。但陸惠民接受查詢時，否認此協議。同區出選的還有新民主同盟的麥子熙及三位獨立人士 (崔宗智、葉振強及黃輝)。結果簡兆祺以不足35%的得票率當選，而陸惠民僅以650票排第四，得票更不及分別得1545及1004票的葉振強及麥子熙。有政壇人士指出，有人見到陸大勢已去，但又不欲工聯會勝出，就寧願將票倒投福建幫葉振強，令葉有超過1500票，幾乎可以威脅簡兆祺。
- 廣明選區（Q23）

上屆前綫的柯耀林僅以5票之差擊敗獨立人士舒孝傑而得以連任，今屆兩人再於同區出戰，惟不同的是柯耀林已隨劉慧卿加入民主黨。民建聯代表林仲科上屆僅以29票不敵柯耀林，今屆改派新人莊元苳出戰。同時，人民力量暨前綫成員虞瑋倩出選狙擊柯耀林，再加上上屆於本區敬倍末席的陳艷珠及獨立人士陳堂榮參選，令本區與鄰區尚德區皆出現「六爭一」的場面。結果柯耀林以逾一倍的票差不敵莊元苳而落馬。
- 環保選區（Q24）

今屆西貢環保選區經重新劃分，分拆出主要包括清水灣半島及日出康城這兩組建築群的寶軍選區。在任環保選區議員工聯會吳雪山於新的寶軍選區由成功連任，環保選區則有前自由黨成員方國珊由委任轉戰民選，還有民主黨的張志董及自由黨新人徐潤容。雖然方國珊於選前論壇被抹黑，指其工程師資格不獲國際認可及其假業主的身份，但仍以近88%得票率，大勝分別只得239及169票的張志董及徐潤容當選。

### 沙田區
- 第一城選區（R04）

有「第一城城主」之稱的黃嘉榮在上屆取得逾六成選票，擊敗前綫的對手李永成。今屆就遭到同樣被視為參選立法會「超級區議員」議席而來的公民黨立法會議員湯家驊「空降」挑戰。最終黃嘉榮取得近2/3選票擊退湯家驊。
- 乙明選區（R09）、秦豐選區（R10）

原本乙明、秦豐兩區議員皆為公民力量的成員，分別是林康華及梁志堅，今屆兩人於原區尋求連任，但他們最終雙雙落馬，分別不敵兩位泛民新人，新民主同盟的丘文俊及民主黨的陳諾恆，令公民力量的民選議席數席由上屆的18席降至今屆的16席，成為建制派中少數出現議席萎縮的政團。其中乙明選區丘文俊戰勝林康華的一役，更具指標意義，因為該選區為劉江華起家的選區，自1994年起，他創立的公民力量，派出候選人林康華，結果連任四屆議員，17年來泛民主派久攻不下，最終林康華在今屆選舉，以200多票敗於新民主同盟手下。
- 顯嘉選區（R13）、徑口選區（R15）

顯徑邨分為顯嘉選區及徑口選區，沙田區議會主席，公民力量的韋國洪放棄於徑口選區連任、改派律師黃嘉錫參選，上屆對手由自由黨的梁仲玲改為民主黨的吳錦雄；於1994年起擔任顯嘉選區區議員，上屆被80票之差票擊敗的前前綫成員，現為民主黨的莫偉雄，今屆就與上屆擊敗他的公民力量的林松茵再度相遇，上演復仇戰，民主黨用盡方法於顯徑邨封殺公民力量的兩位候選人，令到居民反感。結果林松茵以800多票之差擊敗莫偉雄，成功連任。但黃嘉錫以18票之差高票敗於吳錦雄，公民力量與民主黨於顯徑邨各有一席。
- 田心選區（R16）

公民力量的區議員潘國山於提名期最後一天退選，讓路予民建聯副主席兼公民力量成員的立法會議員、行政會議成員劉江華參選，與前自由黨成員孫燦培競逐田心選區議席，結果劉江華以1612票當選。劉江華自從2003年於被何淑萍擊敗之後，成功重返沙田區議會，並實現「三料議員」的美夢。值得留意的是，由於雙方實力懸殊，故此令該選區之投票率成為全香港最低，僅為23.44%。
- 大圍選區（R18）

自2003年由於合併選區，民建聯的袁貴才在本區競逐連任敗于民主黨的梁永雄。2007年選舉，袁貴才反勝梁永雄，唯因選舉當天袁陣營散發攻擊梁永雄的單張，而引致梁只以83票落選，事後梁永雄提出選舉呈請，最後高等法院裁定選舉結果無效而需要重選。在脫離自由黨的李躍輝賄選分去袁貴才逾700票下，梁永雄勝出。梁永雄後來於改革派退黨潮中退出民主黨，組成新民主同盟；而袁貴才亦退居幕後，改推董健莉參選（董健莉的父親是民建聯創黨成員董惠明，曾任沙田區議會委任議員）。選前，選管會曾公開譴責美林邨美楓樓及美桃樓的互助委員會違反指引，只容許候選人董健莉在互委會的會址展示選舉廣告，但兩個互助委員會屢勸不改。選舉結果：董健莉得3302票，而梁永雄得2921票，董健莉以300多票的差距大勝，民建聯重獲大圍選區議席。
- 頌安選區（R23）、錦濤選區（R24）

2003年選舉時，原本是秦金選區區議員的劉江華轉戰錦濤選區，所以當時成為傳媒的焦點之一。而當時錦豐選區的議員就是後來成為立法會議員的陳克勤，因選區重劃，在頌安選區競逐連任。最後民主黨的何淑萍與方鎮邦雙雙勝出。由於方鎮邦後來退出民主黨，改投自由黨，加上被控涉嫌騙取區議會營運開支津貼，結果上屆民建聯的葛珮帆在頌安選區擊敗民主黨的勞潤明。今屆葛珮帆爭取連任，遭到支持平反六四的婦女參政網絡的劉家儀挑戰，最終葛珮帆以2455票擊退得1721票的劉家儀。而民建聯的楊文銳上屆在錦濤選區擊敗何淑萍。今屆同樣爭取連任，但就分別遭到民主黨的游月華和錦豐苑居民譚顯宗挑戰，最終楊文銳以稍多於五成的得票率、以2104票勝出，游月華得1730票，譚顯宗得323票。
- 利安選區（R26）

今屆選舉前，利安選區一直由建制派的蔡亞仲（前公民力量成員）擔任區議員，今屆蔡放棄連任，並交棒予其助理羅棣萱出選，羅為民建聯成員，職業報稱社工，其對手為同為社工的民主黨新人麥潤培。由於蔡過去一直以高票當選，身為其助理的羅一直被看好；但麥並無放棄，自選舉開始後頻頻親身落區拉票，而羅卻只在投票日前一星期才落區拉票。選舉結果，麥潤培以2680票對羅棣萱的2361票搶灘成功。
- 耀安選區（R29）

上屆民建聯區議員黃戊娣以500票之差擊敗前綫的丁士元，報回前屆受「七一效應」影響下的一敗之仇，奪回議席。今屆丁士元改以民主黨名義參選，但黃戊娣則放棄連任，並交棒予其助理李世榮出選，同區還有人民力量的朱建剛及前民主黨成員何淑萍。結果丁士元復仇失敗，李世榮以約60%得票率成功接棒。曾擊敗劉江華的何淑萍則只得200多票大敗，得票少於5%而被沒收選舉按金。

### 葵青區
- 葵盛東邨選區（S02）

自2009年葵盛東邨補選，賴芬芳以百多票的差距險勝周偉雄後，整個選區的政治生態改變，賴芬芳亦重返民建聯成為葵青支部委員。今屆選舉賴芬芳與周偉雄再次對決，選舉結果出乎意料，周偉雄得到3000多票，賴芬芳只得1000多票，以近1500票的差距大敗。
- 荔華選區（S14）

自李永達得單仲偕讓路在此區當選重返區議會以來一直成功連任。今屆民建聯派出統籌主任朱麗玲參選，而人民力量派出慢必陳志全參選，選舉結果，朱麗玲以稍高於50%的得票率，約300票戰勝李永達，而陳志全亦只有333票。選後李永達表示並非人民力量分票導致敗選，因為李陳二人的得票加起來，比朱麗玲還要少。
- 葵盛西邨選區（S18）

上屆由於由泛民主派改投自由黨的議員不再連任，於是引來五人參選，結果在葵盛地區服務多年的梁玉鳳以百多票的差距險勝工聯會、民建聯的候選人勝出。選後梁玉鳳以公民黨黨員的身份活動。今屆工聯會派出劉美璐出戰，選舉結果，劉美璐以七成的得票率，近二千票的差距勝出，而梁玉鳳只有一千三百多票慘敗。
- 偉盈選區（S20）

自1994年委任議員麥美娟轉戰直選以後，一直連任至今，她在上屆以葵青民生動力的名義參選，當選葵青區議會副主席，2008年獲王國興邀請合組工聯會名單以來，以工聯會成員的身份活動。來屆立法會選舉王國興返回香港島出選，將會由她領軍出選新界西。今次她受到公民黨古文翰的挑戰，最後麥美娟以近倍選票勝出。
- 翠怡選區（S22）

2003年區議會選舉，時任議員民建聯的羅競成受到民主黨新人王雪盈及其餘兩名候選人的挑戰，在七一效應下，羅競成以五百多票的差距敗于王雪盈連任失敗。2007年，羅競成轉戰長安選區成功當選，在今屆自動當選連任。而王雪盈則受到自由黨張慧晶的挑戰，王以300多票的差距成功連任。張慧晶則在自由黨退黨潮中退出自由黨，以獨立身份服務。在今次選舉王張二人再度對決，選舉結果張慧晶以近900票的差距擊敗王雪盈成功當選。
- 長亨選區（S27）

親建制獨立民選議員雷可畏自1991年開始參選，1999年當選連任至今，今次遇上三個對手的挑戰，其中民主黨的林立志是受李永達提拔，上屆參選葵涌邨選區落敗。而人民力量的劉寶坤亦參選，選舉結果出乎意料，林立志以200多票之差擊敗雷可畏當選。而劉寶坤只有97票。

### 離島區
- 坪洲及喜靈洲選區（T07）

2007年區議會選舉，由同樣為坪洲鄉事委員會街坊代表的安慶英及馬鎮添，對有泛民主派支持的陳智連，當時由馬鎮添以984票擊敗安慶英的880及陳智連的320票。2010年坪洲街坊代表選舉中（合資格選民每人17票）由現任鄉事委員會主席兼當然議員黃漢權及副主席安慶英領軍的「黃衫軍」大勝，勝出15席，而由多屆主席林偉強支持馬鎮添則以第2最低得票當選，結果題示選民已經開始傾向安慶英。在鄉事委員會執行委員會選舉中除林偉強外已經全數為「黃衫軍」，故於是次選舉中推舉安慶英再次出選。而馬鎮添亦爭取連任。加上菜販陳智連由於公民黨的離島地區顧問胡栢麟出選，結果陳未能獲得泛民主派的支持。於提名期後，由於胡栢麟提名無效，於是該選區再次上演2007年區議會選舉的翻版，結果由安慶英的1177票，擊敗陳智連的407票及馬鎮添865票，首次出任離島區議員。

## 有關投訴及事件
- 選舉當日選舉管理委員會共接獲2,200宗選舉投訴，主要涉及選舉廣告與拉票活動問題。[68]
- 在選舉期間，多區區會候選人的宣傳橫額或海報遭惡意破壞，主要是割破候選人的頭像，有關候選人已報警求助。[69][70]
- 10月17日，替元朗十八鄉南選區候選人梁明堅助選的饒賜基遭人淋紅油，頭部、雙手及身體多處被油漆染至通紅，案件由元朗刑事調查隊跟進。[71]
- 沙田乙明選區候選人林康華被人向選舉事務處及廉政公署舉報，其宣傳單張上冒認港區全國人大代表，實際僅擔任全國人大「選舉會議」成員的林康華承認錯失，已向選舉事務處交代事件並更正單張。[72]
- 10月29日，沙田第一城選區參選人湯家驊在第一城拉票時，近400張宣傳單張懷疑被偷，該單張內容是有關另一候選人黃嘉榮，隨即報警備案。[73]
- 觀塘景田選區參選人吳謦燃投訴對手張順華誹謗，張氏向區內選民發放針對社民連的電郵。
- 10月29日，觀塘翠翔選區參選人梁頴超與西貢富君選區陸平才在尚德邨巴士站對開拉票期間爭執，其間疑有推撞，警員到場調查後列作襲擊案處理，兩人同報稱受傷不適。[74]
- 中西區中環選區候選人衛珮璇，先後涉及懷疑種票及洩露選民私隱資料的投訴。[75][76]
- 沙田瀝源選區候選人黃浩銘向選舉管理委員會投訴沙田鄉事委員涉嫌優待個別候選人。
- 元朗逸澤選區候選人黃裕材，在選舉期間，懷疑涉及向街坊送上迪士尼樂園入場券事件。[77]
- 11月1日，北區華明選區候選人李立航在拉票期間，受到對手助選人士連番滋擾，李立航懷疑心臟病發入院，大埔重案組已接手調查。[78]
- 11月2日晚上，南區華貴選區候選人楊小壁在拉票時，助選人員受到對手支持者粗言侮辱及企圖襲擊，海報及旗幟等宣傳物品被破壞，警方到場後制止事件並向滋事者警戒。但事隔數天，於投票日晚上再度發生同樣事件。[79]
- 選舉管理委員會公開譴責美林邨美楓樓及美桃樓的互助委員會違反指引，只容許候選人董健莉在互委會的會址展示選舉廣告。選管會收到候選人梁永雄投訴，經調查後認為投訴成立，但兩個互助委員會屢勸不改。[80]
- 上水寶運路上水鄉事委員會，於投票日早上近八時，門窗被人淋紅油，警方到場調查跟進，懷疑與區選有關。[81]

### 種票風波
選舉過後，傳媒揭發出不少涉嫌種票的個案，引起社會廣泛談論。

### 選舉呈請
共有9名落敗及1名提名無效的參選人入稟提出選舉呈請，申請推翻選舉結果。
| 選區         | 呈請人 | 政黨       | 備註及結果         |
| ------------ | ------ | ---------- | ------------------ |
| 油尖旺京士柏 | 林健文 | 民協       | 勝訴，選舉結果無效 |
| 中西區西環   | 莊榮輝 | 民主黨     | 敗訴               |
| 深水埗美孚   | 王德全 | 公民黨     | 撤回呈請           |
| 東區樂康     | 曾健成 | 社民連     | 撤回呈請           |
| 東區西灣河   | 陳顯中 | 獨立       |                    |
| 北區天平東   | 余智成 | 獨立       | 敗訴               |
| 深水埗寶麗   | 蘇俊文 | 獨立       | 撤回呈請           |
| 油尖旺櫻桃   | 林浩揚 | 民主黨     |                    |
| 東區丹拿     | 黃成光 | 獨立       | 敗訴               |
| 南區香港仔   | 程樂蓀 | 基層民主社 | 提名無效，敗訴     |

## 相關節目
- 港台節目《區議會選舉2011揭幕禮》於9月3日舉行，9月5日13:20及15:00分別於翡翠台及本港台播出精華版本，精彩內容在9月10日22:30-23:00於本港台播出。`
- 港台節目《2011區議會選舉 - 龍門探路》9月27日19:00至19:30於本港台播出。`
- 翡翠台於11月6日08:55、16:55播出《新聞提要》報道投票情況。

## 官方宣傳
今屆選舉的代言人為毛舜筠、莫樹錦、官恩娜與陳柏宇。

## 外部連結
- 2011年區議會選舉官方網站（页面存档备份，存于）
- 香港電台－2011年區議會選舉專頁（页面存档备份，存于）